# Каєтан Свідзінський
Каєтан Свідзінський гербу Półkozic (пол. Kajetan Świdziński ? — 1814) — польський шляхтич.
Вихованець корпусу кадетів. Більшу частину життя прожив у Сульгостуві. Одружений був двічі: 1 — Феліціанна Хадзієвич, дочка бригадира Коронних військ, народила сина Константія; 2 — Ізабела Шиманська — народила трьох дітей — дочку Францішку (дружина Кароля Помяновського) i синів: Людвіка і Титуса.
Каєтан Свідзінський брав участь і в громадському житті, певний час був каштеляном радомським.